# Eparchia borowicka
Eparchia borowicka – jedna z eparchii Rosyjskiego Kościoła Prawosławnego, z siedzibą w Borowiczach. Należy do metropolii nowogrodzkiej.
Erygowana przez Święty Synod Rosyjskiego Kościoła Prawosławnego 28 grudnia 2011 poprzez wydzielenie z eparchii nowogrodzkiej i staro-russkiej. Obejmuje terytorium części rejonów obwodu nowogrodzkiego. Jej pierwszym ordynariuszem został 5 lutego 2012 Efrem (Barbiniagra).